# إستيفانيا ألداباليم
إستيفانيا ألداباليم (بالإنجليزية: Estefania Aldaba-Lim)‏ من مواليد 6 يناير 1917 - 7 مارس 2006. كانت أول سكرتيرة في مجلس وزراء الفلبين، وعملت كوزيرة للخدمات الاجتماعية والتنمية من عام 1971 إلى 1977. وكانت، أيضًا، أول طبيبة فلبينية تتخصص في الطب النفسي. وهي معترف بها كأول طبيبة نفسانية سريرية في الفلبين. أنشأت معهد العلاقات الإنسانية في جامعة المرأة الفلبينية وأصبحت فيما بعد أول امرأة تشغل منصب وزيرة في الفلبين.
ولدت إستيفانيا في عام 1917، وهي الطفل الخامس من أصل 15 طفلاً. ولدت وترعرعت في مالولوس، في مقاطعة بولاكان، الفلبين، على يد والدها، أمين خزانة المقاطعة في مالولوس، ووالدتها ربة المنزل.